# 京阪100年號事故
京阪100年號事故（日语：／），係1976年（昭和51年）發生，日本國有鐵道（國鐵）的動態保存蒸汽機車牽引活動列車發生的鐵道人身障害事故。該事故係違法入侵軌道區域的一名小學生被列車撞死，雖然對鐵路公司而言不是有責任的「責任事故」，但對以後日本的蒸汽機車動態保存產生了重大影響。

## 事件經過

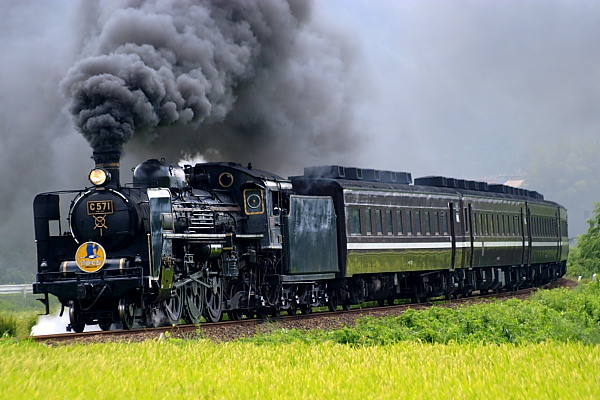
「京阪100年號」牽引機C57 1，圖為在山口線運轉時

1976年9月4日，為紀念東海道本線京都站 - 大阪站間開業100周年，開行由梅小路蒸汽火車博物館動態保存的C57形蒸汽機車1號機牽引12系客車的紀念臨時列車「京阪100年號」，開行京都到大阪區間。
該列車係由京都出發，在大阪折返回來，時刻定為下行列車11時0分京都發車、上行16時10分大阪發車。列車的運行資訊早在幾天前就被大阪的媒體大肆報導，甚至有媒體連預定通過的時刻都詳細的報出來。起用C57 1的背景，有一說是考量除牽引力優秀和知名度高外，鍋爐的檢查期限也在10月屆滿，故此希望讓它光榮的跑完這一程。
當天從上午開始車站和沿線就聚集了一堆鐵道迷和觀眾，連媒體也登上直升機追逐列車。沿線有很多的鐵道迷等待觀看和拍攝，更有人潮入侵軌道區域內拍攝。往大阪的去程沒有大問題，但在桂川橋梁就有兒童入侵軌道使列車緊急停車。下行列車抵達大阪後即準備開行回程的上行列車。當天是星期六，在學校上完半天課的小學生過了中午就出現在沿線及車站，觀眾人數更加爆增。因此比預定時刻晚點經過的千里丘站 - 茨木站之間，多數人群入侵鐵道用地；據各大報紙的關西版報導，有一名小學5年級男學生無視周圍人群的注意在軌道上拍照時和列車碰撞。男學生送醫仍然不治。列車一直到高槻站都是由C57牽引行駛，但後來取消，在該站改由EF65型電力機車牽引回京都。在高槻摘掛的C57則在當天晚上回送回梅小路。另外據《京都新聞》報導，該列車的司機員和司爐被函送法辦，後來認定無事故責任獲不起訴處分。

## 背景及事故的影響
在其去年1975年（昭和50年）12月起，國鐵結束了蒸汽機車的營業運轉，時至當年3月在北海道調車用的蒸汽機車退役之後，僅梅小路蒸汽火車博物館的動態保存機還是國鐵保有的現役蒸汽機車。博物館開館當時的構想，是活用軌道連接本線的優點，使保存機以該館為據點，定期開行列車。開館當初就有開行C62牽引的「SL白鷺號」，但之後因為勞資爭議嚴重（遵法鬥爭、罷工權奪還罷工），呈現暫時中斷的狀態。
前述的營業用蒸汽機車已全數廢車，實施重啟保存運行的就是這列「京阪100年號」。
在本列車運行之前，3月山陰本線丹波口站附近高架化完工時就有使用C11型開行紀念列車，而且是持續的開行。在山陰本線當時只有平日上午，運行距離也短，故此京阪100年號被視為實際保存運行的試金石。
但因為發生人身事故，構想受到實質上的重挫。活動列車出現死者的衝擊很大，鐵道趣味雜誌《鐵道雜誌》就做了本次事故的特輯，總編輯竹島紀元提及炒作紀念列車活動的一般媒體的責任，甚至揚言「在日本的社會能夠做出成熟行動的那天之前，本誌將停止一切SL動態保存的提議」。
國鐵在1972年（昭和47年）10月，汐留（新橋）站（日本最早開業車站，後改為貨運站） - 東橫濱站（櫻木町站附近）間運行的鐵道100年紀念號也經歷了一場混亂，從此以後打消在大都市圈以蒸汽機車保存運行的念頭，而轉換方針成為在地方路線做恆久的保存運行。其結果就是在1979年實現，持續至今的山口線「SL山口號」之保存運行。
此後在大都市圈本線上的蒸機運轉，就是1988年「東方快車」車輛在日本運行時，以D51型498號機牽引開行上野站 - 大宮站區間，以及上野 - 尾久客車區（田端運轉所）區間，在2003和2014年以同機作短距離行駛。（貨物線則是在1980年（昭和55年）6月，橫濱的高島貨物線上以梅小路配置的C58形1號機行駛）始終都是單程的運行。
另外，即使這次因大騷動導致發生事故，防止軌道外侵入者的措施一直等閒視之。京阪電氣鐵道等私鐵業者在1980年（昭和55年）趁著發生遭人在鋼軌上放石頭發生的出軌事故後就已緊急在軌道旁加裝鐵網圍籬，但含事故現場在內的京阪間東海道本線加裝圍籬則已遠在國鐵分割民營化20年的2007年（平成19年）以後。

## 事故車輛後續
本來梅小路的保存機由長野工場維修，然而1976年該工場停止一切蒸機維修業務，相關設備已經移除，開行京阪100年號後必須大修的C57 1和其他保存機都成為孤兒，加上發生本次事故後一切保存運行都遭到中止，只剩引退一途。直到1978年（昭和53年），時任國鐵總裁高木文雄以「將蒸汽機車作為人類遺產流傳後世」的意向，指示把長野工場的蒸機維修設備移至鷹取工場，C57 1的維修才得以繼續，並促成1979年SL山口號的開行。2000年（平成12年）鷹取工場關閉，從此以後蒸機維修直接在梅小路運轉區進行。